# Melilla La Vieja
Melilla la Vieja («la vieille Melilla») est le nom d'une grande forteresse qui se dresse immédiatement au nord du Port de Melilla, l'une des places de soberanía d'Espagne sur la côte nord-africaine. Construite aux XVIe et XVIIe siècles, une grande partie de la forteresse a été restaurée ces dernières années.
La forteresse abrite de nombreux sites historiques parmi les plus importants de Melilla, parmi lesquels un musée archéologique, un musée militaire, l'église de la Conception et une série de grottes et de tunnels, comme les grottes du Conventico, utilisées depuis l'époque phénicienne.